# 海梅二世 (阿拉貢)

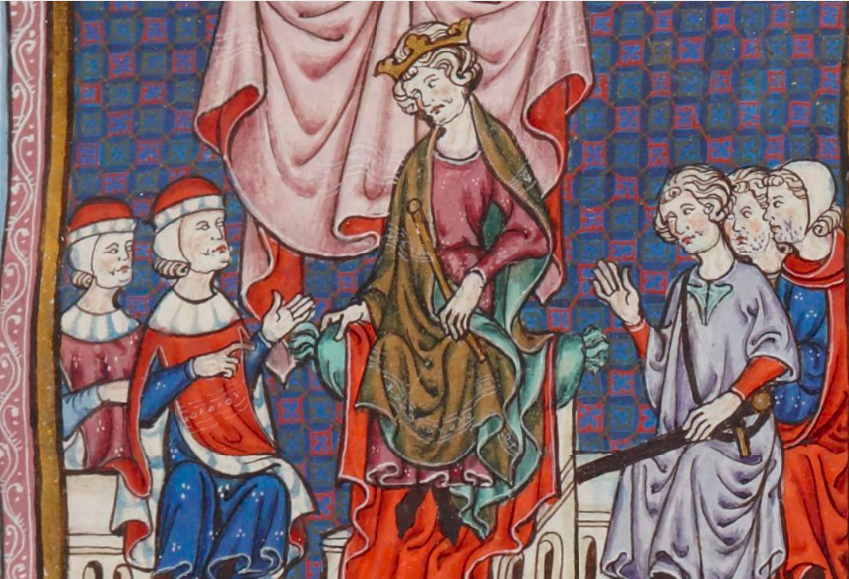
來自加泰羅尼亞憲法的海梅二世手稿（BNF，拉丁語4670A）

海梅二世（1267年8月10日—1327年11月2日或5日），被稱為（正義王）海梅二世。亞拉岡國王及巴塞羅那伯爵（1291年－1327年在位），西西里國王（1285年－1295年在位）（稱為賈科莫）及馬略卡國王（1291年－1298年在位）（稱為海梅三世）。1295年，教宗波尼法爵八世將撒丁島和科西嘉島封予亞拉岡王國，亞拉岡國王及以後的西班牙國王兼任撒丁尼亞和科西嘉國王，但海梅二世於1324年才占領撒丁島。

## 生平
海梅二世於1267年出生在巴塞羅那，是亞拉岡國王佩德羅三世與他的妻子西西里的科斯坦察的次子。1285年，父親佩德羅三世逝世時，將亞拉岡王國和西西里王國分別由兄長阿方索三世及海梅繼承。

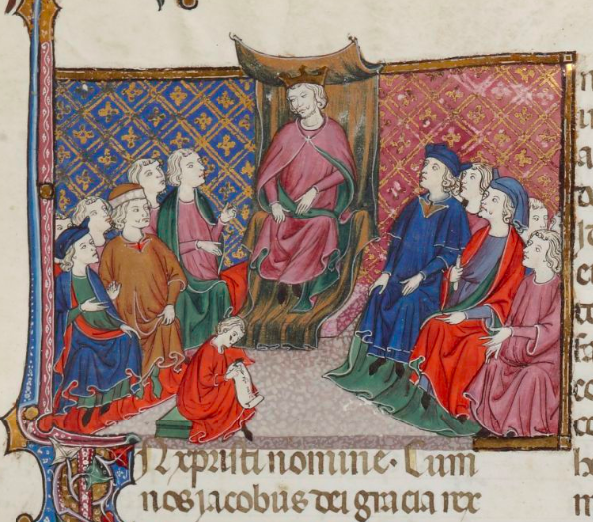
海梅二世在1301年在萊里達主持一個議會。注意底部的語句：我們的國王海梅，由上帝的恩典。

1291年，阿方索三世逝世，死後無嗣，王位由海梅繼承，是為海梅二世，西西里島交由三弟费德里科為攝政，當時西西里島的王位仍是與那不勒斯國王卡洛二世爭奪中，其後費德里科三世統治着西西里島直至1337年逝世為止。但是於1295年在教宗波尼法爵八世促成下簽署阿納尼條約將西西里島放棄給教宗波尼法爵八世轉手又將西西里島贈予卡洛二世。不料，費德里科拒絕履行條約，島上民眾也宣布將費德里科推選為西西里國王，是為費德里科三世，戰爭再次觸發。另一方面，根據條約，海梅二世亦將馬略卡等地交還叔父馬略卡國王海梅二世以交換蒙彼利埃及魯西永與及教宗波尼法爵八世將撒丁島和科西嘉島封予阿拉貢王國。
其後，海梅二世專注擴展亞拉岡王國在伊比利半島的領土，他想要通過進入南部的穆斯林疆土，但是卡斯提爾卻限制了亞拉岡的擴張。為了實現這一目標，在波洛普男爵唐·伯納德·德·薩里亞海軍上將的協助下，海梅二世與卡斯蒂利亞的青少年國王斐迪南四世結成了聯盟。海梅二世希望得到穆爾西亞讓他的王國伸延至格拉納達。1296年，盟軍從四面八方進入穆爾西亞，海梅二世的勝利成功獲得穆爾西亞，一直保留直到1304年。
在1313年，海梅二世授予阿蘭山谷的行政和政治自治權，其法律細節在拉丁文手稿中被描述為“奎里莫尼亞”。權力的下放是對阿蘭尼人對海梅二世與法國和馬略卡王國爭奪山谷控制權上承諾效忠的回報。
海梅二世捲入1321年的痲瘋陰謀中。他下令對法國來在他領土尋求庇護的痲瘋病人逮捕和拷打，及對本土痲瘋病人採取更嚴厲的政策。

## 家庭
1291年，海梅二世與第一任妻子卡斯提爾的伊莎貝爾結婚。伊莎貝爾的父親是卡斯提爾國王桑喬四世，母親是前萊昂國王阿方索九世的孫女瑪麗亞·德·莫利納。1295年桑喬四世去世，兩人的婚姻廢除。
同年，海梅二世與第二任妻子安茹的布蘭奇結婚。布蘭奇的父親是那不勒斯國王卡洛二世，母親是匈牙利國王伊什特萬五世的女兒瑪麗亞。海梅二世與安茹的布蘭奇共有5子5女：
1. 海梅（英语：James of Aragon (monk)）（1296年－1334年），原為亞拉岡王位繼承人，1319年拒絕與卡斯提爾國王費爾南多四世的女兒萊昂諾爾（英语：Eleanor of Castile (1307–1359)）結婚並放棄王位繼承權，成為一名僧侶。
2. 阿方索（1299年出生－1336年逝世），1327年成為亞拉岡國王直到1336年去世。阿方索四世結婚兩次：第一任妻子是特蕾莎·德·恩坦沙（英语：Teresa d'Entença），第二任妻子是哥哥海梅的未婚妻、卡斯提爾的萊昂諾爾。
3. 瑪麗亞（英语：Maria of Aragon, Lady of Cameros）（1299年出生－1347年逝世），1311年與卡斯提爾國王桑喬四世的兒子佩德羅（英语：Peter of Castile, Lord of Cameros）結婚。
4. 康斯坦莎（西班牙语：Constanza de Aragón (1300-1327)）（1300年出生－1327年逝世），1312年與唐胡安·曼努埃爾（英语：Don Juan Manuel）結婚。唐胡安·曼努埃爾的父親是前卡斯提爾國王費爾南多三世的兒子曼努埃爾（英语：Manuel of Castile），母親是士瓦本的碧翠克絲。
5. 胡安（英语：John of Aragon (patriarch)）（1304年出生－1334年逝世），托萊多和塔拉戈納大主教，1328年成為亞歷山大港牧首。
6. 伊莎贝尔（英语：Isabella of Aragon, Queen of Germany）（1305年出生－1330年逝世），1315年與奧地利公爵腓特烈三世結婚。
7. 佩德羅（西班牙语：Pedro de Aragón y Anjou）（1305年出生－1381年逝世），恩普里斯伯爵（英语：County of Empúries）、普拉德斯伯爵（西班牙语：Condado de Prades），日後的賽普勒斯王后萊昂諾爾（英语：Eleanor of Aragon, Queen of Cyprus）的父親。
8. 布朗什 （1307年出生－1348年逝世），西斯托修女院院長。
9. 拉蒙·貝倫格（西班牙语：Ramón Berenguer de Aragón）（1308年出生－1366年逝世），恩普里斯伯爵和Ejerica男爵。
10. 薇爾蘭特（西班牙语：Violante de Aragón y de Anjou）（1310年出生－1353年逝世）。

第三任妻子呂西尼昂的瑪麗（1273年－1319年4月在，埋葬在巴塞羅那），是賽普勒斯國王于格三世的女兒。他們於1315年6月15日在尼科西亞的聖索非亞大教堂被代理結婚，並於1315年11月27日親自在赫羅納結婚。這段婚姻沒有子女。
第四任妻子埃爾森達·德·蒙特卡達是阿爾托納和索塞斯勳爵的女兒。他們二人於1322年12月25日在塔拉戈納市結婚。這段婚姻也是沒有子女的，在國王死後，她進入貧窮修女會的佩德拉比修道院，成為修女，最後於1364年6月19日去世。